# ایوان لو بولوک
ایوان لو بولوک (فرانسوی: Yvan Le Bolloc'h‎؛ زادهٔ ۲۰ دسامبر ۱۹۶۱) یک هنرپیشه اهل فرانسه است.